# Zalmadura
Zalmadura es un despoblado que actualmente forma parte del concejo de Maestu, que está situado en el municipio de Arraya-Maestu, en la provincia de Álava, País Vasco (España).

## Historia
Documentado desde 1711, se desconoce cuándo se despobló.
Actualmente sus tierras, son conocidas con el topónimo de Zalmadura.